# Godzilla vs. Megaguirus
Godzilla vs. Megaguirus (ゴジラ × メガギラス G消滅作戦, Gojira tai Megagirasu: Jī Shōmetsu Sakusen, lit. Godzilla vs. Megaguirus: The G Extermination Strategy and Godzilla vs. Megaguirus: The G Annihilation Strategy) é um filme kaiju japonês dirigido por Masaaki Tezuka, com efeitos especiais de Kenji Suzuki. Distribuído pela Toho e produzido por sua subsidiária Toho Pictures, é o vigésimo quinto da franquia Godzilla e o segundo filme da franquia Millennium, além de ser o vigésimo quarto filme de Godzilla produzido pela Toho. O filme estrela Misato Tanaka, Shōsuke Tanihara, Yuriko Hoshi, Masatoh Eve, e Toshiyuki Nagashima; além dos personagens ficcionais Godzilla e Megaguirus, interpretado por Tsutomu Kitagawa e Minoru Watanabe, respectivamente.
Godzilla vs. Megaguirus, apesar de apresentar o mesmo traje de Godzilla usado em seu antecessor imediato, Godzilla 2000, ignora os eventos da produção anterior, bem como todas as outras entradas da franquia, exceto o filme original de 1954, Godzilla. Godzilla vs. Megaguirus estreou no Festival Internacional de Cinema de Tóquio em 3 de novembro de 2000 e foi lançado nos cinemas japoneses em 16 de dezembro de 2000.
O filme foi seguido pela sua sequência Godzilla, Mothra e King Ghidorah: Giant Monsters All-Out Attack, lançado em 15 de dezembro de 2001.